# Candé
Candé is een gemeente in het Franse departement Maine-et-Loire (regio Pays de la Loire). De plaats maakt deel uit van het arrondissement Segré. Candé telde op 1 januari 2022 2.815 inwoners.

## Geografie
De oppervlakte van Candé bedroeg op 1 januari 2022 4,91 vierkante kilometer; de bevolkingsdichtheid was toen 573,3 inwoners per km². De Erdre stroomt door de gemeente.

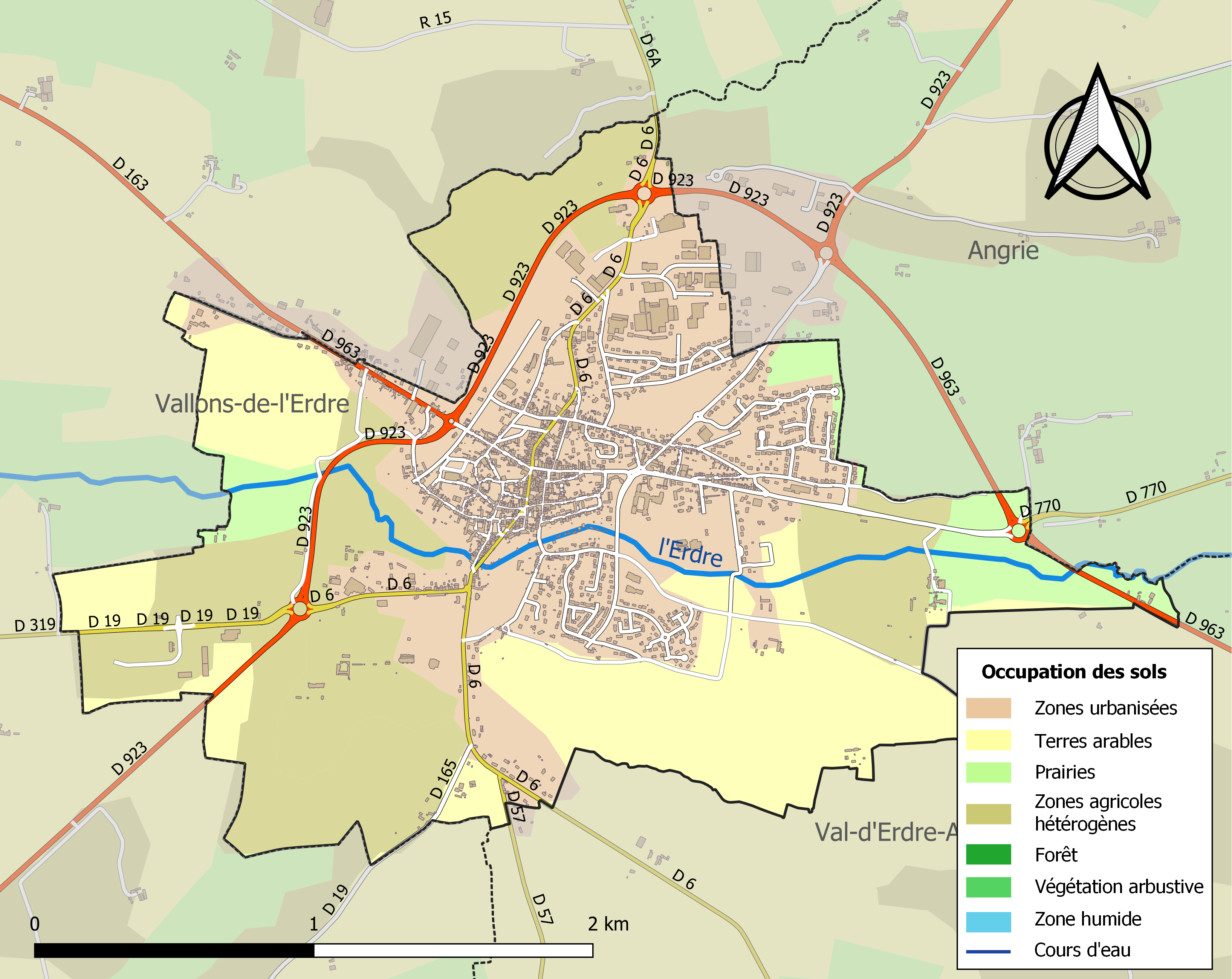
Kaart van de gemeente met de belangrijkste infrastructuur, bodemgebruik en omliggende gemeenten

## Demografie
Onderstaande figuur toont het verloop van het inwonertal.